# Comuna Mîrnivka, Djankoi
Mîrnivka (în ucraineană Мирнівка) este o comună în raionul Djankoi, Republica Autonomă Crimeea, Ucraina, formată din satele Dniprovka, Kosteantînivka, Mîrnivka (reședința), Rîsakove și Tîmofiivka.

## Demografie
Componența lingvistică a comunei Mîrnivka
     Rusă (51,12%)
     Tătară crimeeană (35,03%)
     Ucraineană (12,34%)
     Alte limbi (0,36%)
Conform recensământului din 2001, majoritatea populației comunei Mîrnivka era vorbitoare de rusă (51,12%), existând în minoritate și vorbitori de tătară crimeeană (35,03%) și ucraineană (12,34%).